# Kanton Hyères-Ouest
Hyères-Ouest is een voormalig kanton van het Franse departement Var. Kanton Hyères-Ouest maakte deel uit van het arrondissement Toulon en telde 24.365 inwoners (1999). Het werd opgeheven bij decreet van 27 februari 2014, met uitwerking op 22 maart 2015.

## Gemeenten
Het kanton Hyères-Ouest omvatte enkle een deel van de gemeente Hyères.